# Chotěbuz
Chotěbuz é uma comuna checa localizada na região de Morávia-Silésia, distrito de Karviná‎.